# Jüdischer Friedhof (Muiderberg)

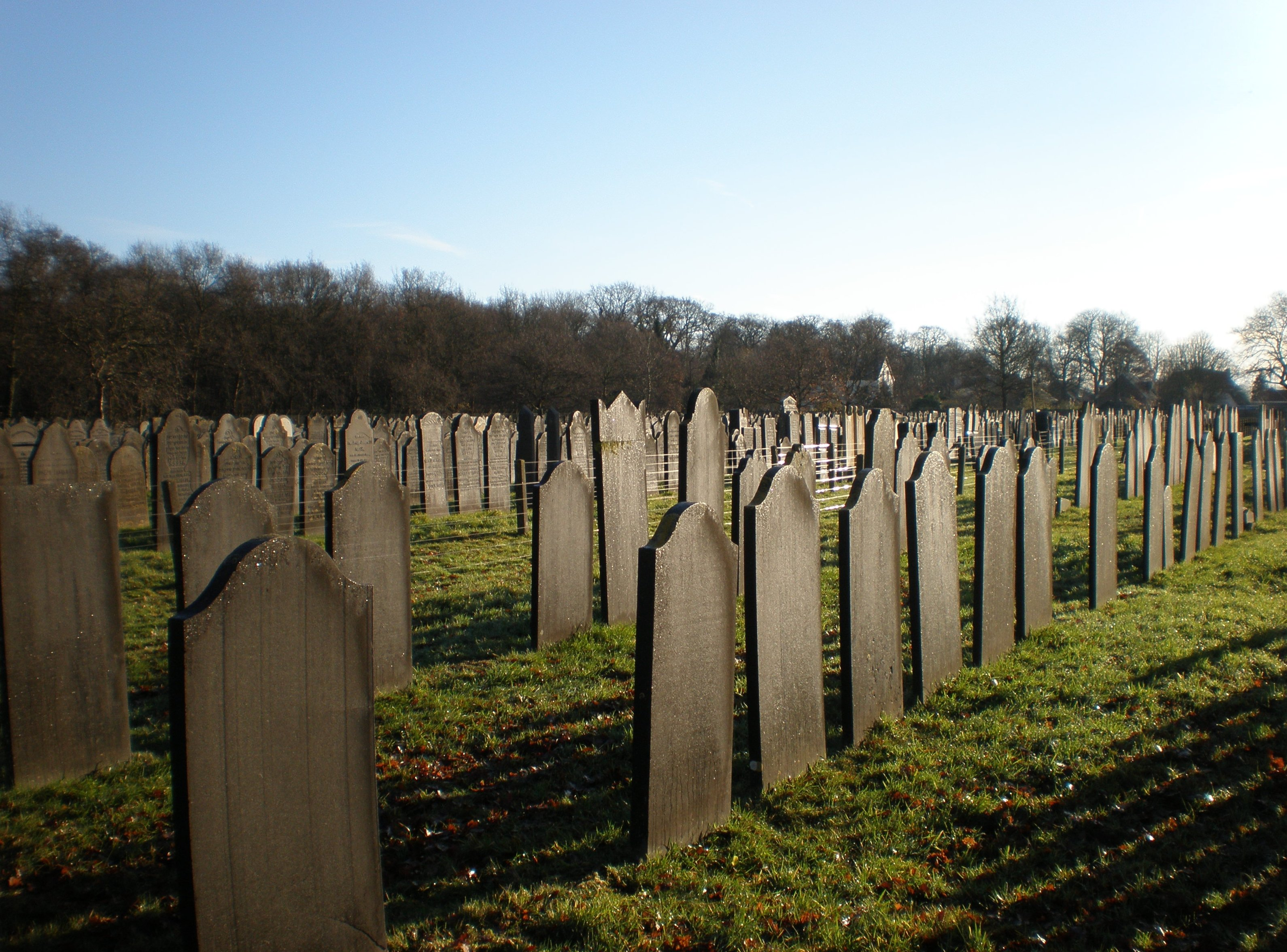
Grabsteine auf dem jüdischen Friedhof Muiderberg

Der Jüdische Friedhof Muiderberg (niederländisch Joodse begraafplaats Muiderberg) ist ein jüdischer Friedhof im nordholländischen Dorf Muiderberg in der Gemeinde Gooise Meren. Hier liegen etwa 45.000 aschkenasische Juden, vor allem aus dem nordwestlich gelegenen Amsterdam, beerdigt. Der größte jüdische Begräbnisplatz der Niederlande ist zugleich einer der ältesten des Landes.

## Lage

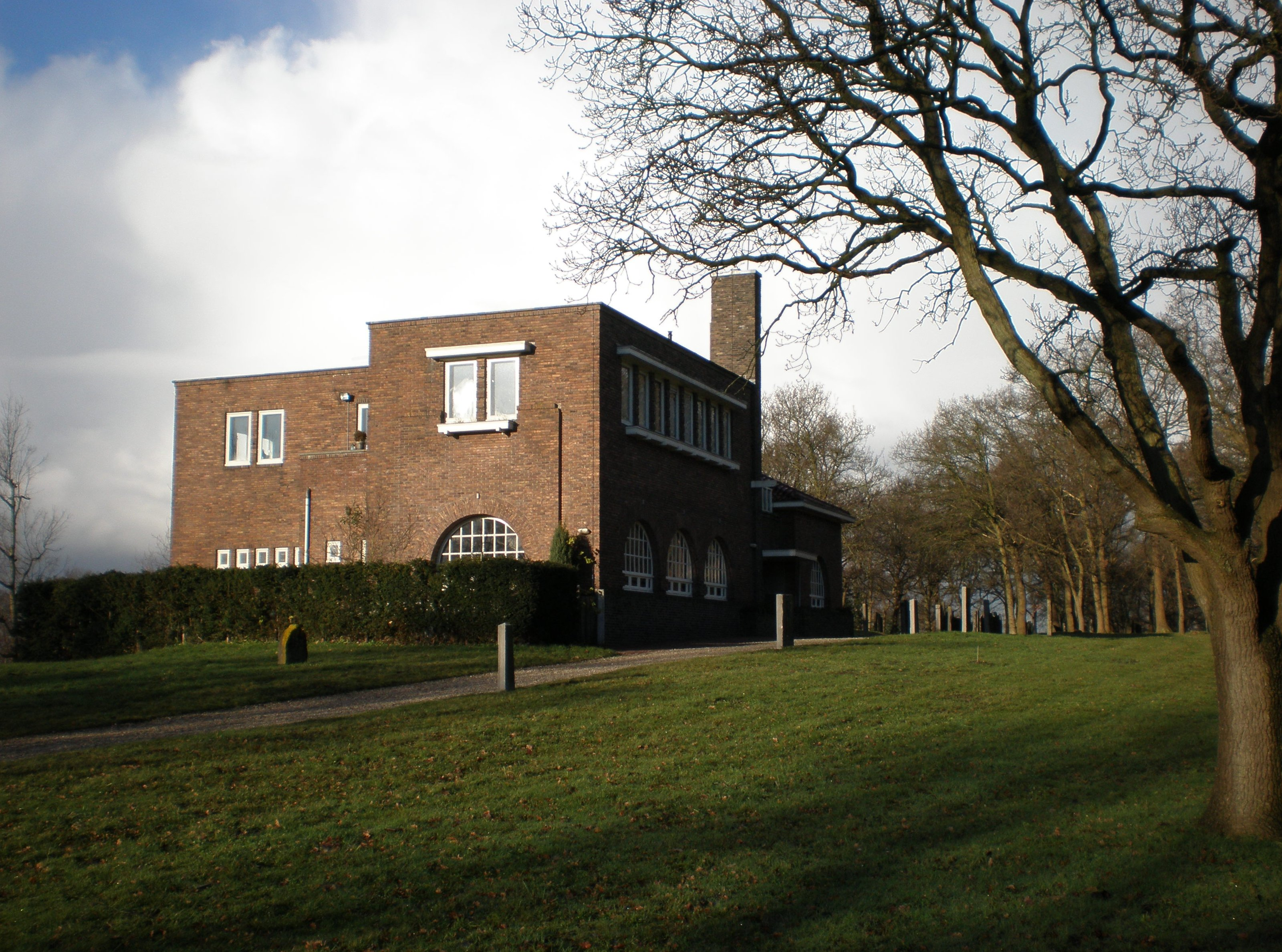
Vorderseite des Empfangsgebäudes

Der Haupteingang des etwa 15 ha großen Begräbnisplatzes befindet sich am Googweg (Hausnummer 6) in Muiderberg. Das Friedhofsgelände liegt westlich des Dorfzentrums. Die relativ große Entfernung zwischen Amsterdam und Muiderberg hatte zur Folge, dass die Gemeinde 1714 den näher gelegenen Jüdischen Friedhof Zeeburg anlegte, auf dem vorwiegend Kinder, Arme und kurz vor Feiertagen Verstorbene bestattet wurden. Dieser wurde 1914 noch durch den Jüdischen Friedhof Diemen ergänzt.

## Geschichte

### Vorgeschichte

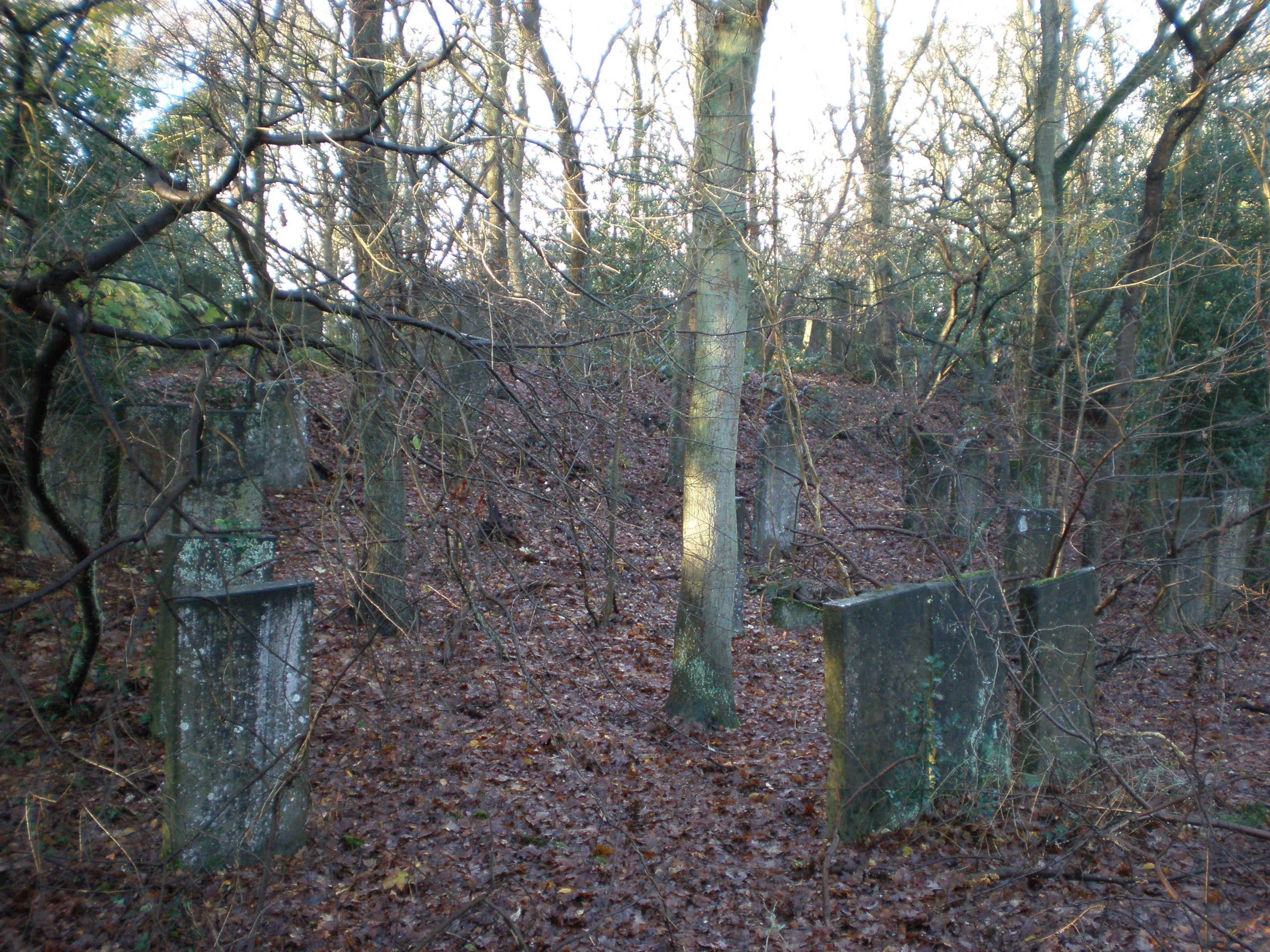
Gräber

Im 17. Jahrhundert hatten der Dreißigjährige Krieg und Seuchen wie die Pest antisemitische Übergriffe in Osteuropa zur Folge. Viele jüdische Familien flüchteten daraufhin in westeuropäische Länder wie die Niederlande. Nachnamen wie Polak, Moszkowicz oder van Praag zeugen noch heute von dieser Einwanderungswelle. Im Gegensatz zu den bereits vorher in den Niederlanden lebenden portugiesischen Juden befanden sich unter den aus Deutschland und Osteuropa eingewanderten Aschkenasen kaum wohlhabende Kaufleute. Die meisten von ihnen arbeiten als Tagelöhner, Knechte, Torfstecher oder Markthändler. Dies erklärt häufige Nachnamen wie de Hond (der Hund), de Haan (der Hahn) oder Citroen (Zitrone). Ihre Gottesdienste feierten die Aschkenasen in Amsterdam in Haussynagogen und bis zum Bau der Großen Synagoge (1671) in der Portugiesischen Synagoge. Die Toten wurden zunächst auf dem 1614 angelegten sephardischen Friedhof Beth Haim in Ouderkerk aan de Amstel begraben.

### Entstehung des Friedhofs

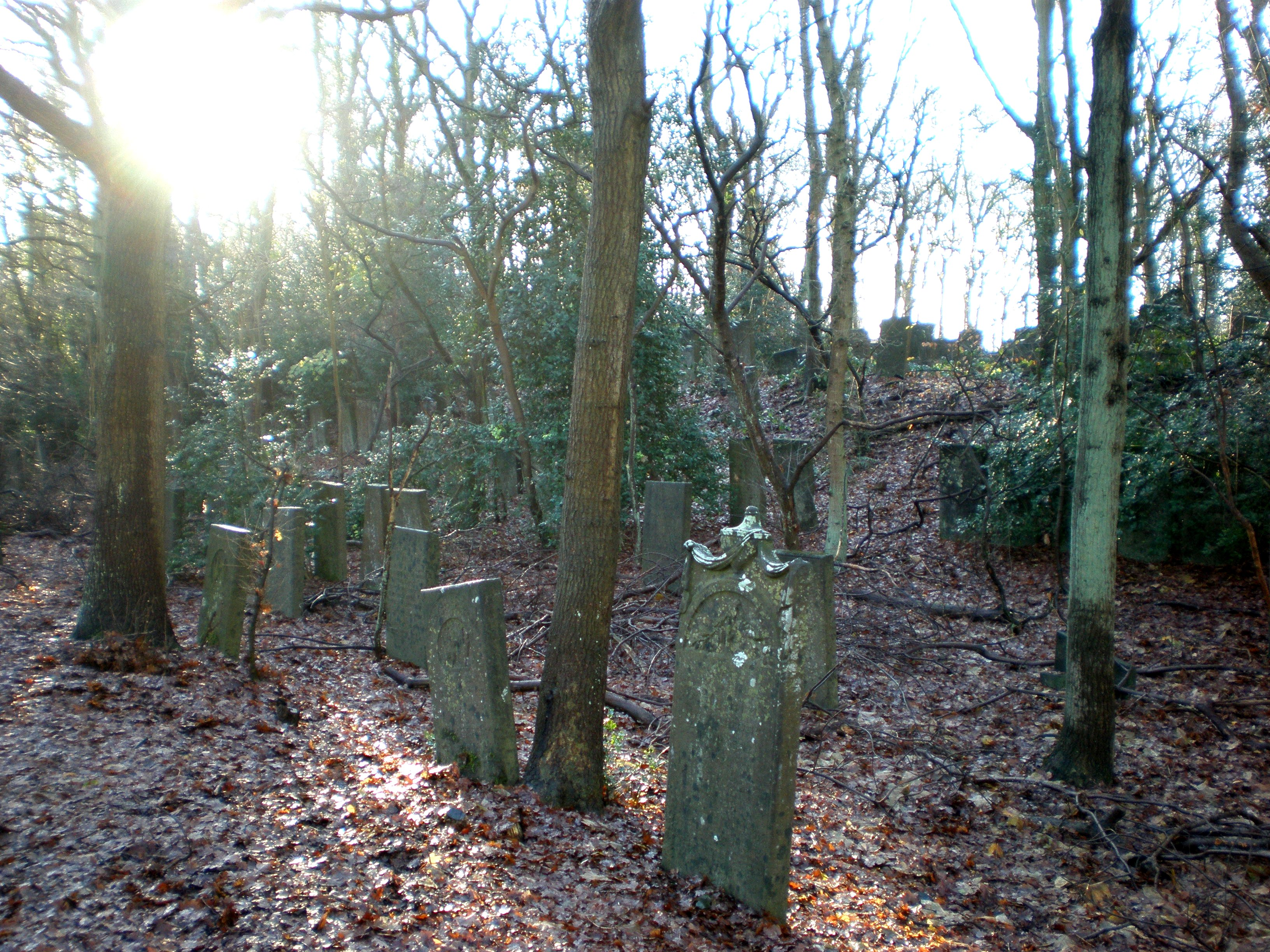
Gräber

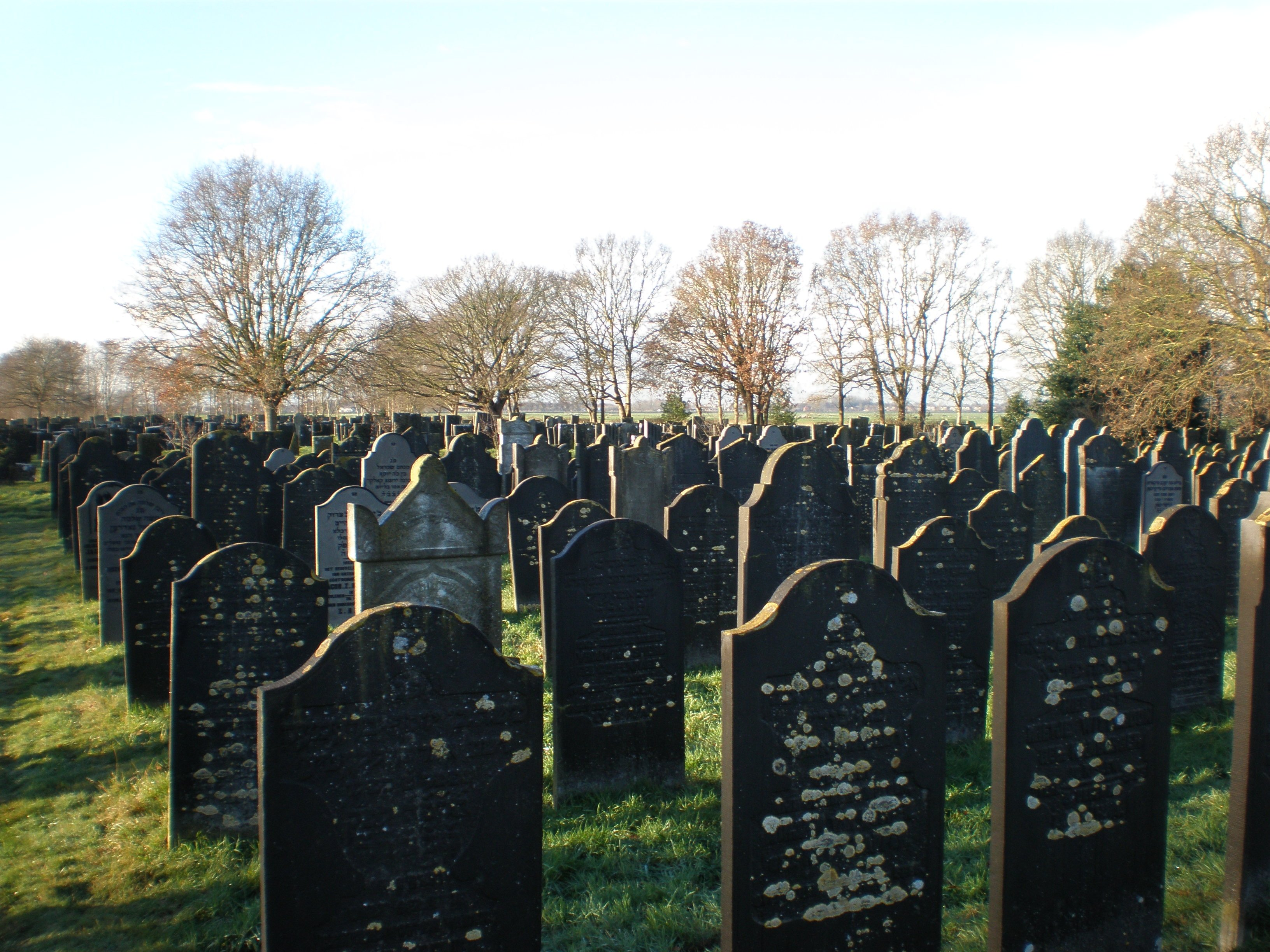
Gräber

Nachdem die portugiesisch-jüdische Gemeinde 1642 Bestattungen der Aschkenasen auf ihrem Begräbnisplatz verboten hatte, erwarb die 1639 gegründete deutsch-jüdische Gemeinde ein Grundstück in Muiderberg. Der sandige Boden und der nahe gelegene Kanal Naardertrekvaart dürften ausschlaggebend für den Kauf gewesen sein. In Holland war es üblich, die Toten mit Treidelbooten zum Friedhof zu transportieren. Der Verbindungskanal zur Naardertrekvaart wurde im Volksmund Lijkvaart (Leichenfahrt) oder Jodenvaart (Judenfahrt) genannt. Der Kaufvertrag trat am 1. August 1642 in Kraft. Der damalige Landdrost von Muiden und Vogt des Gooilandes Pieter Corneliszoon Hooft genehmigte einen Tag später das Anlegen eines Gottesackers. Ab 1660 begruben dort auch polnische Juden ihre Toten in einem eigens angekauften Teil. 1673 kam es zur Vereinigung der deutschen und der polnischen Gemeinden und der Grundstücke. Die zum Kauf des Grundes aufgenommenen Schulden waren erst 1676 vollständig abbezahlt. 1670 pachtete die jüdische Gemeinde einen südlich des Friedhofs gelegenen Weg, der erst 1844 angekauft wurde. Das Wachsen der jüdischen Gemeinde in Amsterdam erforderte in den Jahren 1738, 1780, 1856 und 1924 weitere Grundstückskäufe, um den Begräbnisplatz um weitere Grabfelder zu vergrößern.
Während des Holländischen Krieges (1672 bis 1679) kam es zu Beschädigungen des Friedhofs. Französische Soldaten benutzten Grabsteine, um eine Schanze zum Angreifen des Schlosses in Muiden zu errichten. Auch zum Ausbau der Festungsstadt Naarden wurden Grabsteine geplündert und als Baumaterial verwendet. Die betreffenden Grabfelder wurden später mit Steinen versehen, die darauf hinweisen, dass dort ebenfalls Tote begraben liegen.

### Zweiter Weltkrieg
Im Zweiten Weltkrieg folgte die deutsche Besetzung der Niederlande (1940 bis 1945) und mehr als 100.000 niederländische Juden fielen dem Holocaust zum Opfer. Obwohl ab 1942 auf dem Jüdischen Friedhof Muiderberg Beerdigungen verboten waren, kam es auch in der Folgezeit noch zu einigen Beisetzungen. Bis auf einige Plünderungen von Metallgegenständen blieben dem Begräbnisplatz mutwillige Beschädigungen durch die Nationalsozialisten erspart.

### Der Jüdische Friedhof Muiderberg heute
Infolge des Holocausts wurden viele Gräber nach dem Krieg nicht mehr unterhalten, da die Familien zahlreicher Verstorbener in den Vernichtungslagern ermordet wurden. Der älteste Teil des Gottesackers ist daraufhin teilweise verwahrlost und mit Bäumen bewachsen. Der Jüdische Friedhof Muiderberg ist einer der bekanntesten jüdischen Friedhöfe der Niederlande und wird heute noch genutzt.

## Aufbau

### Gebäude

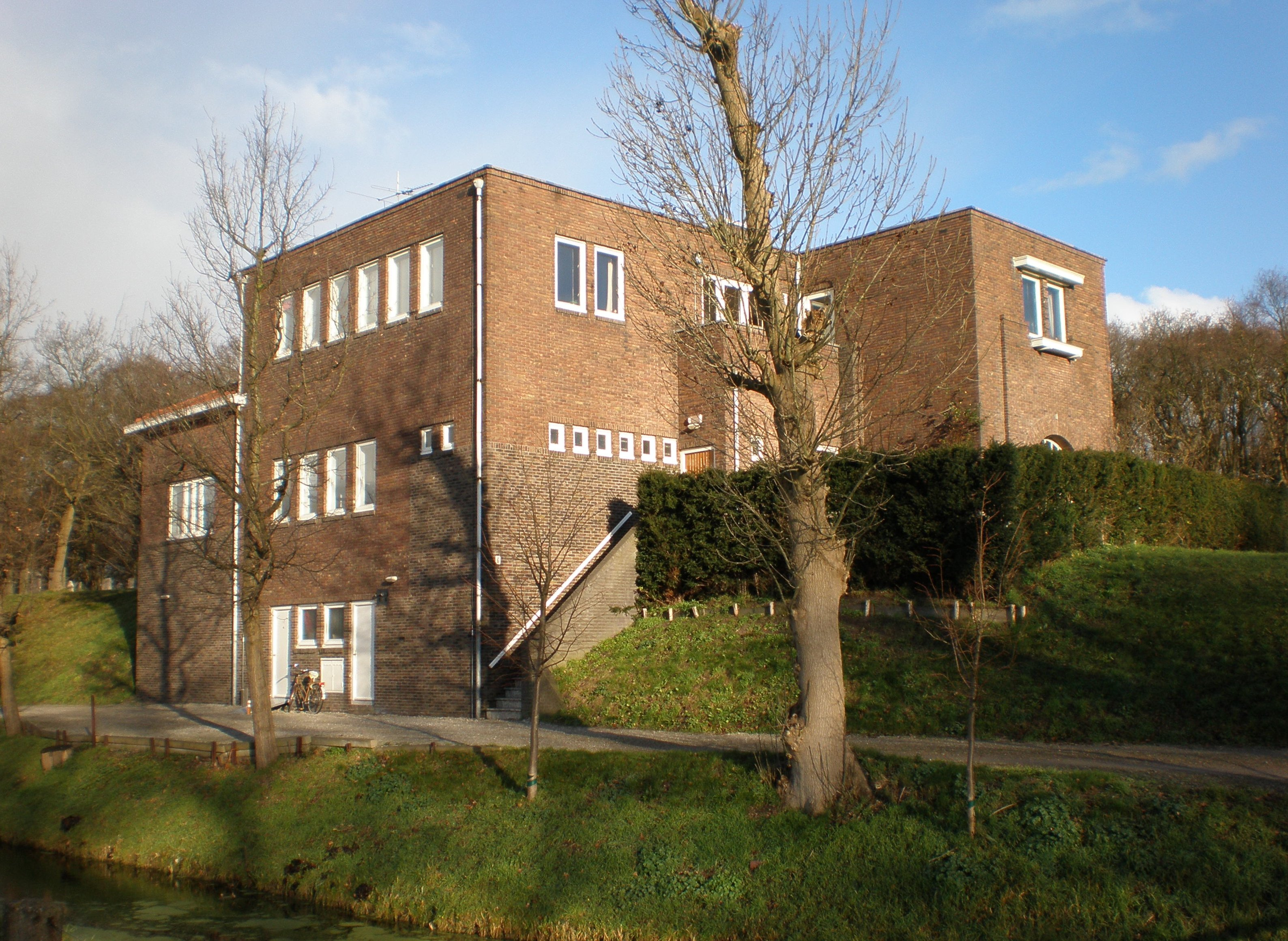
Rückseite des Empfangsgebäudes

Zwischen 1851 und 1854 wurden auf dem Friedhof ein Leichen- und ein Empfangshaus, entworfen durch den Architekten W. J. J. Offenberg, gebaut. Diese Gebäude wurden 1933 abgerissen und durch zwei moderne Gebäude ersetzt, die am 5. November des gleichen Jahres eingeweiht wurden. Der Architekt Harry Elte entwarf sie im Stil der Amsterdamer Schule. Bemerkenswert sind unter anderem einige Glasmalereien im Art-Déco-Stil.
Das Empfangsgebäude ist an einem Abhang gelegen. Die Vorderseite des Hauses hat zwei Stockwerke und ist auf das höher liegende Friedhofsgelände unweit des Haupteingangs gerichtet. Auf der Rückseite verfügt das Gebäude über eine weitere, untere Etage. Im Inneren des Bauwerks sind drei Empfangsräume sowie eine Wohnung für den Friedhofswärter untergebracht. Im untersten Stockwerk befinden sich Lagerräume und der Eingang für den Kohanim.

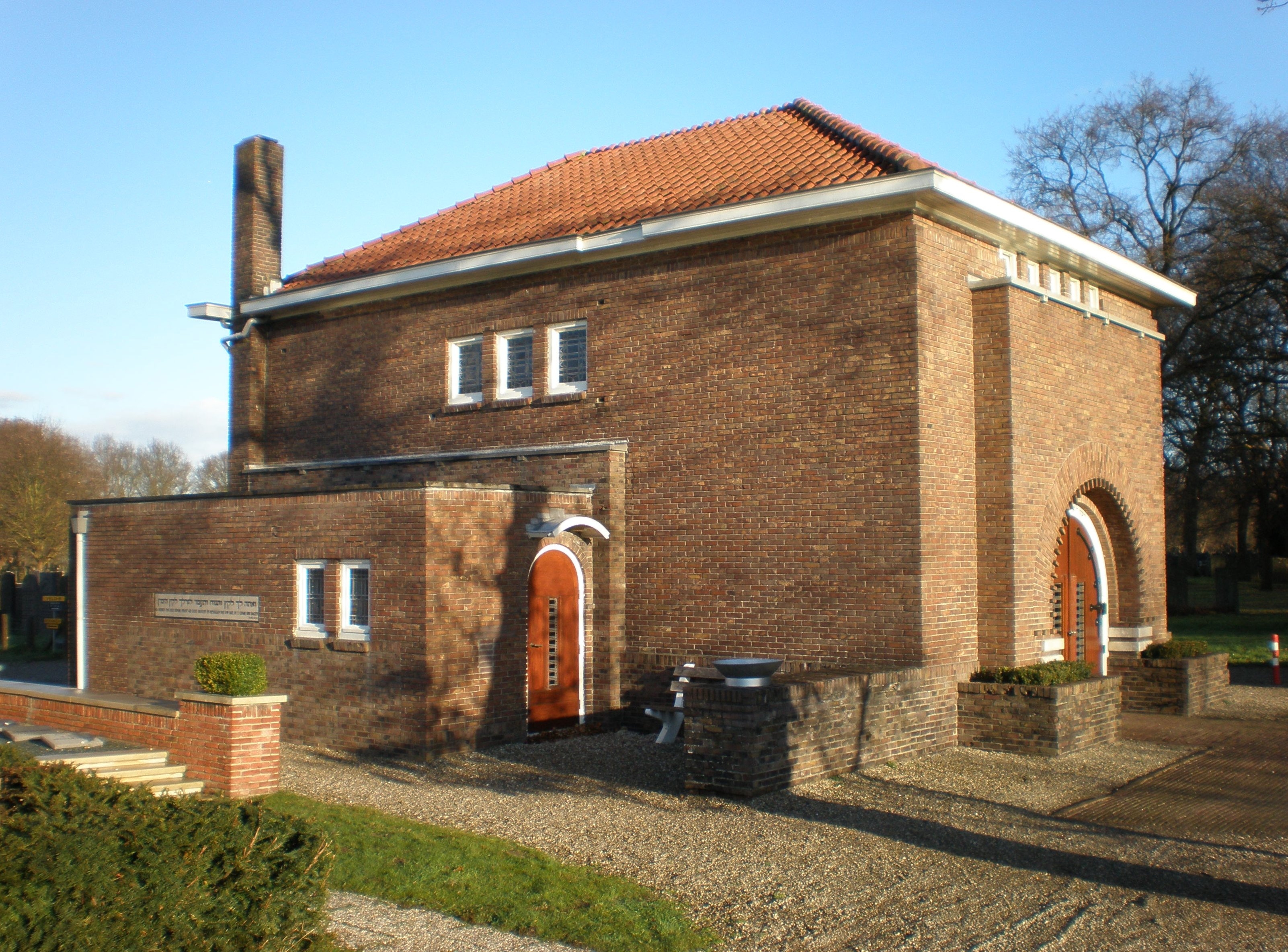
Taharahaus

Das Taharahaus, auch Aula genannt, wurde ebenfalls aus Backstein erbaut. Für die Kohanim gibt es auch hier, wie auf dem Friedhof selbst, einen eigenen Bereich. Über dem Eingang der Aula steht folgende Inschrift in hebräischer Sprache:

„Wir wissen, dass Dein Recht gerecht ist.“

An der Außenseite des Gebäudes steht in hebräischer und niederländischer Sprache das folgende Bibelzitat:

“Ga henen tot het einde; want gij zult rusten en opstaan tot uw lot, in ’t einde der dagen.”

„Du aber geh nun dem Ende zu! Du wirst ruhen und am Ende der Tage wirst du auferstehen, um dein Erbteil zu empfangen.“

### Gräber

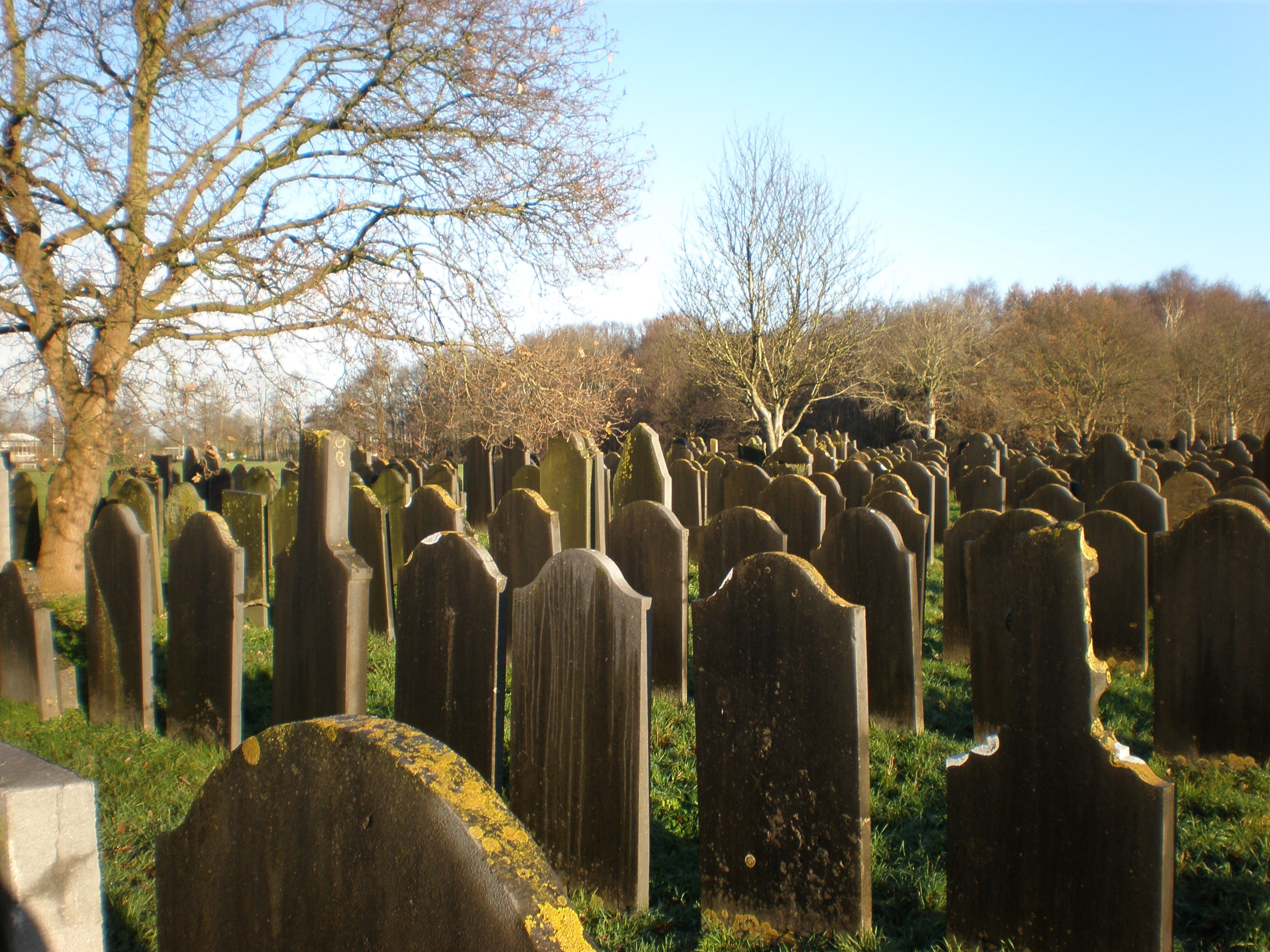
Gräber

Der älteste Teil (Feld A) befindet sich ziemlich genau in der Mitte des Friedhofs. Hier wurde von 1642 bis etwa 1820 bestattet. Das älteste, heute noch existierende Grab stammt aus dem Jahr 1665. Obwohl dieser teilweise hügelige Abschnitt nach dem Krieg verwahrloste und mit Bäumen bewachsen ist, findet man dort die interessantesten Gräber des Gottesackers. Neben den reichlich mit Symbolen verzierten Grabmonumenten befinden sich hier auch drei liegende Steine von sephardischen Juden, die in der damaligen Zuiderzee ertranken und in der Nähe von Muiderberg angeschwemmt wurden. Mit Genehmigung der portugiesisch-jüdischen Gemeinde wurden sie hier bestattet.
Nordwestlich von diesem Bereich liegt Feld B, das zwischen 1820 und ungefähr 1895 angelegt wurde. An die Grabfelder A und B grenzt im Nordosten ein Abschnitt, in dem ab der zweiten Hälfte des 19. Jahrhunderts bis etwa 1940 Beisetzungen stattfanden. Die neuesten Grabsteine befinden sich auf den Feldern links vom Haupteingang, westlich und südwestlich der Felder A und B. Seit dem 19. Jahrhundert war es üblich, die Grabsteine neben hebräischen auch mit niederländischen Texten und Daten zu versehen. Seit den 1980er Jahren wurden hebräische Grabinschriften zunehmend seltener.

### Gedenkstätte

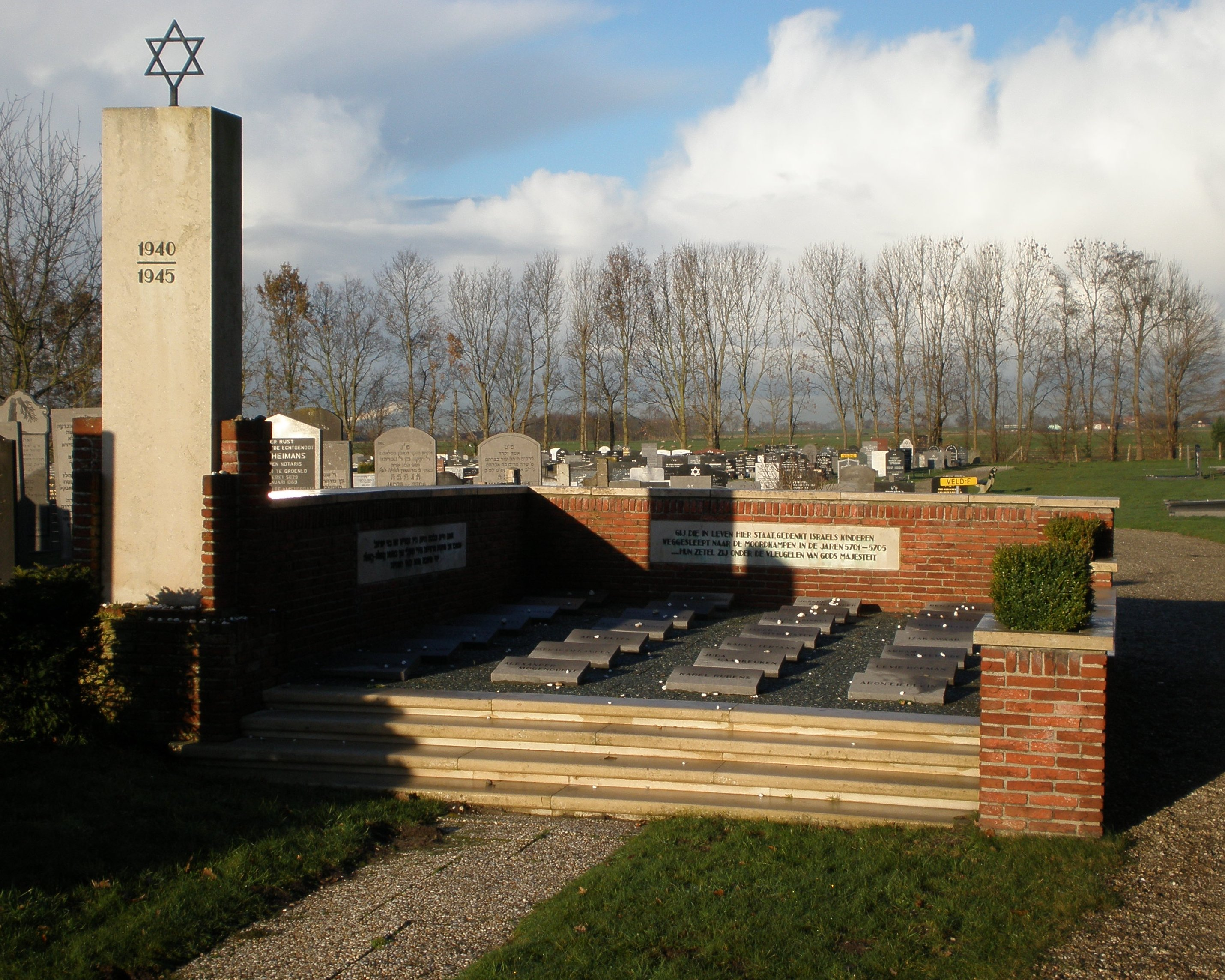
Gedenkstätte für die Opfer des Holocaust

Neben dem Leichenhaus befindet sich ein 1948 errichtetes Mahnmal zur Erinnerung an den Holocaust. Es ist zugleich Ruhestätte von 28 jüdischen Jungen, die während des Krieges von der deutschen Ordnungspolizei verhaftet wurden und in Konzentrationslagern umkamen. Die Behörden schickten die Urnen der Opfer an die jeweilige Gemeinde. Obwohl nach dem jüdischen Glauben Tote nicht eingeäschert werden dürfen, gestattete man den Toten hier eine letzte Ruhestätte. Auf zwei Steinplatten befindet sich folgende Inschrift in niederländischer und hebräischer Sprache:
Ein weiteres Denkmal erinnert an die ermordeten Rabbiner Amsterdams.

## Grabstätten bedeutender Persönlichkeiten
- Hermann Bier, stellvertretender Regierungspräsident von Köln, Eigentümer von Haus Bier[1] in Köln (Feld U, Reihe 2, Grab-Nummer 14)
- Ben Bril, niederländischer Boxer
- Philip und Sara Elisabeth Elte, Eltern des Architekten Harry Elte
- Jacob Meijer de Haan, niederländischer Maler
- Jaap van Meekren, niederländischer Journalist und Fernsehmoderator
- Hanny Michaelis, niederländische Dichterin
- Benjamin Prins, niederländischer Maler